# 기타타쿠정
기타타쿠정(北多久町)은 사가현 오기군에 있던 정이다. 현재의 다쿠시의 일부에 해당한다.

## 지리
가세강 지류인 기온강 유역에 위치했다.

## 역사
- 1889년 4월 1일 - 정촌제 시행에 의해 오기군 기타타쿠촌이 성립하였다.
- 1902년 - 아자즈하라 우체국이 개설었다
- 1913년 - 기타타쿠촌에서 전등이 점등되었다.
- 1930년 - 다쿠하라 우체국이 개설되었다.
- 1949년 4월 1일 - 정으로 승격해 기타타쿠정이 되었다.
- 1954년 10월 1일 - 히가시타쿠촌, 미나미타쿠촌, 다쿠촌, 니시타쿠촌과 합병, 시로 승격해 다쿠시가 신설되어 폐지하였다.

## 산업
- 농업, 상업, 공업, 농업
- 생산물: 쌀, 보리, 밤, 메밀, 메밀국수, 무말랭이, 석탄.
- 반쇼에서는 1908년에 산업조합을 설립하고, 광야를 개간하여 귤 재배를 시작하였다.
- 양잠은 1930년에 전성기를 맞이하였다.

## 교통

### 철도
- 일본국유철도
  - 가라쓰선

## 참고문헌
- 角川日本地名大辞典 41 佐賀県
- 『市町村名変遷辞典』東京堂出版、1990年。